# Władysław Skrzypek (polityk)
Władysław Józef Skrzypek (ur. 25 czerwca 1941 we Włocławku, zm. 24 lipca 2019 tamże) – polski polityk, nauczyciel i mechanik, samorządowiec, doktor nauk humanistycznych, w latach 2002–2006 prezydent Włocławka, poseł na Sejm III kadencji.

## Życiorys
Syn Jana i Zofii. W 1963 uzyskał dyplom nauczyciela matematyki i fizyki w Studium Nauczycielskim w Toruniu. W 1974 ukończył studia na Wydziale Mechanicznym Akademii Techniczno-Rolniczej w Bydgoszczy. W 2009 uzyskał stopień doktora nauk humanistycznych na Wydziale Dziennikarstwa i Nauk Politycznych Uniwersytetu Warszawskiego na podstawie pracy Czynniki aktywizacji obszarów zdegradowanych na przykładzie Włocławka.
Pracę zawodową rozpoczął w 1958 na stanowisku mechanika samochodowego, później kierowcy, brygadzisty, głównego mechanika w Miejskim Przedsiębiorstwie Komunikacyjnym we Włocławku. Jako nauczyciel pracował w latach 1968–1991 w Zespole Szkół Samochodowych we Włocławku. W okresie 1996–1997 pełnił funkcję dyrektora Zespołu Szkół Ekonomiczno-Menedżerskich w tym mieście. Od 1980 do 2001 był egzaminatorem w Wojewódzkim Ośrodku Egzaminowania Kierowców.
W wyborach w 1993 bezskutecznie ubiegał się o mandat senatora z ramienia BBWR w województwie włocławskim. W latach 1997–2001 sprawował mandat posła III kadencji z ramienia Akcji Wyborczej Solidarność (rekomendowany przez Ruch Solidarni w Wyborach). Był członkiem m.in. Komisji Ochrony Środowiska, Zasobów Naturalnych i Leśnictwa oraz Komisji Małych i Średnich Przedsiębiorstw. Zasiadał także w radzie politycznej Chrześcijańskiej Demokracji III RP. W wyborach w 2001 jako członek PPChD bez powodzenia ubiegał się o reelekcję z listy AWSP. Należał później do działającego do 2003 SKL-RNP.
Od 1990 uzyskiwał mandat radnego rady miasta Włocławek; po raz ostatni (szósty z rzędu) został wybrany do jej składu w 2010. Pełnił funkcję wiceprzewodniczącego rady miasta. W pierwszej połowie lat 90. był członkiem zarządu miasta, zaś w latach 2002–2006 prezydentem Włocławka, pierwszym wybranym w wyborach bezpośrednich. W okresie prezydentury w mieście przeprowadzono inwestycje drogowe, uruchomiono elektroniczny system obiegu dokumentów, utworzono centrum obsługi inwestora, a także wykonano remont Pomnika Poległych Obrońców Wisły 1920.
W 2006 bezskutecznie ubiegał się o reelekcję, będąc popieranym przez własne lokalne ugrupowanie (Włocławską Wspólnotę Samorządową) oraz Prawo i Sprawiedliwość; przegrał w drugiej turze z kandydatem SLD. W wyborach parlamentarnych w 2007 bez powodzenia ponownie kandydował do Sejmu z listy Polskiego Stronnictwa Ludowego.
Otrzymał m.in. Złoty Krzyż Zasługi (2004), Brązowy Medal „Za zasługi dla obronności kraju” (2006), medale i odznaczenia przyznawanego przez władze samorządowe, organizacje społeczne i sportowe. Wyróżniany także w rankingach samorządowych przeprowadzanych przez „Gazetę Pomorską”. Był członkiem Towarzystwa Miłośników Włocławka i Włocławskiego Towarzystwa Naukowego. Pochowany 27 lipca na Cmentarzu Komunalnym w Alejach Chopina we Włocławku.